# 산청 강국흥 묘역
산청 강국흥 묘역(山淸 姜國興 墓域)은 대한민국 경상남도 산청군 생비량면 제보리에 있는 묘역이다.
2011년 6월 23일 경상남도의 기념물 제276호 산청 제보리 방형분으로 지정되었다가, 2018년 12월 20일 현재의 명칭으로 변경되었다.

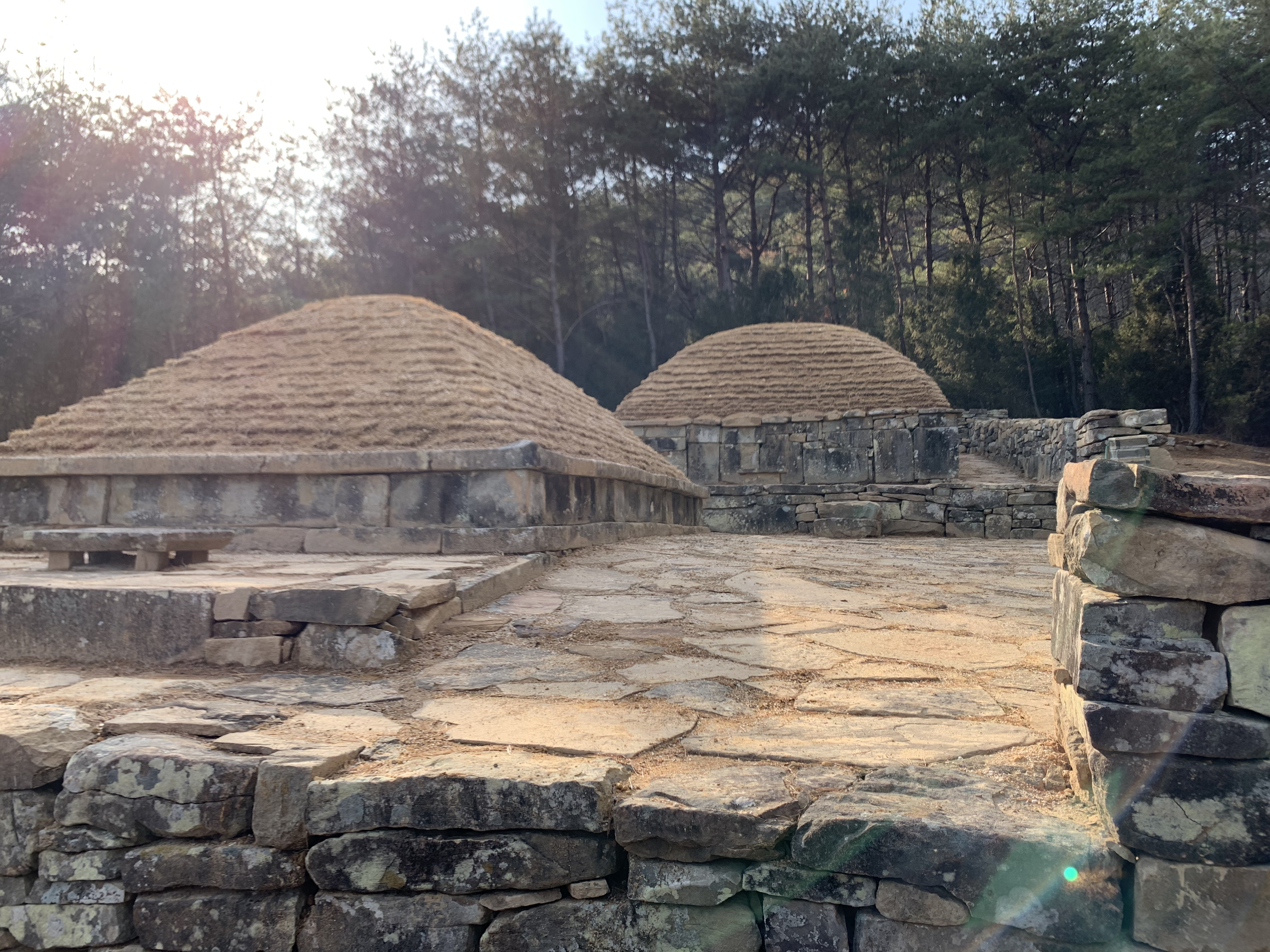
20230119 강국흥 묘역

## 개요
강국흥과 보성선씨 및 강행의 묘 3기이다.
3기의 무덤은 평면 長方形이며, 護石은 가장 아래에 납작한 地臺石을 놓은 뒤 들여쌓기로 板石을 立垂積하고 맨 위에 판석을 橫平積하여 마무리하였으며, 護石의 4모서리 上段石은 屋蓋石 모양으로 처리한 것이 특이하다. 무덤은 가장 위쪽의 姜國興 무덤을 기준으로 그 아래에는 婦人 寶城宣氏, 다시 그 아래에는 姜國興의 아들 姜行의 무덤이 축조되어 있는데, 위에서 아래로 내려올수록 主軸線이 약간씩 좌측으로 틀어져 있다.
묘의 형태 및 석물 등으로 진주.산청지역의 조선 초기 묘제를 잘 파악할 수 있는 자료이다.

## 참고 문헌
- 산청 강국흥 묘역 - 국가유산청 국가유산포털